# Форд, Майкл
Майкл Дикинс Форд (англ. Michael Dickins Ford; 11 июня 1928, Гадстоун, Суррей — 31 мая 2018) — британский иллюстратор, арт-директор и декоратор, известный по работе над такими фильмами, как «Искатели утраченного ковчега» (1981), «Возвращение в страну Оз», «Молодой Шерлок Холмс» (оба 1985), «Империя солнца» (1987), «Титаник» (1997), два фильма франшизы «Звёздные войны» и три фильма о Джеймсе Бонде.
Форд был номинирован на премию «Оскар» в категории «Лучшая работа художника-постановщика» четыре раза, и выиграл два; за «Искателей утраченного ковчега» и «Титаник».

## Биография
Майкл Дикинс Форд родился 11 июня 1928 года в деревне Годстон, графстве Суррей, стране Англия, государстве Великобритания, и получил образование иллюстратора в Голдсмитс-колледже в Лондоне.
Майкл Д. Форд начал свою карьеру в конце 1960-х годов, как не указанный в титрах костюмер, для чёрной комедии Роя Уорда Бейкера 1968 года — «Годовщина».
В 1970-х годах, Майкл Д. Форд работал помощником арт-директора в малоизвестных фильмах, а также в телесериалах и телефильмах.
Но в конце 1970-х и в начале 1980-х годов, Майкл Д. Форд начал работу декоратора в трёх культовых голливудских фильмов 1980-х годов: «Империя наносит ответный удар» 1980 года, «Искатели утраченного ковчега» 1981 года и «Возвращение джедая» 1983 года, и за каждый них он был номинирован на премию «Оскар» за лучшую работу художника-постановщика, и выиграл за «Искателей утраченного ковчега».
После «Джедая», Майкл Д. Форд работал над такими фильмами, как «Возвращение в страну Оз», «Молодой Шерлок Холмс» (оба 1985 года), «Империя солнца» 1987 года, «Захват Беверли-Хиллз» 1991 года, «Нострадамус» 1994 года и три фильма о Джеймсе Бонде: «Искры из глаз» 1987 года, «Лицензия на убийство» 1989 года и «Золотой глаз» 1995 года.
В середине 1990-х годов, Майкл Д. Форд сделал ещё один прорыв в качестве декоратора, для фильма-катастрофы Джеймса Кэмерона 1997 года — «Титаник» — первый фильм, собравший миллиард долларов кассовых сборов, и второй фильм, получивший 11 «Оскаров», включая один для Форда, в категории «Лучшая работа художника-постановщика».
Следующий фильм Майкла Д. Форда — научная фантастика Криса Робертса 1999 года — «Командир эскадрильи», стал его последним фильмом.
Майкл Дикинс Форд умер 31 мая 2018 года, в возрасте 89 лет.

## Фильмография

### Фильмы
- Годовщина (1968)
- Сага Альфа Гарнетта (1972)
- В постели с Рози (1975)
- Лунная база Альфа (1978)
- Империя наносит ответный удар[b] (1980)
- Искатели утраченного ковчега[a] (1981)
- Космическая принцесса (1982)
- Возвращение джедая[c] (1983)
- Цепочка (1984)
- Возвращение в страну Оз (1985)
- Молодой Шерлок Холмс (1985)
- Искры из глаз (1987)
- Империя солнца (1987)
- Всепожирающие страсти (1988)
- Лицензия на убийство (1989)
- Захват Беверли-Хиллз (1991)
- Рождественская сказка Маппетов (1992)
- Нострадамус (1994)
- Золотой глаз (1995)
- Титаник (1997)
- Командир эскадрильи (1999)

### Телесериалы
В этом разделе указан год, в котором/с которого и по который, Майкл Д. Форд работал над телесериалом.
- Авантюрист (1972–1973)
- Защитники (1974)
- Звёздные девы (1976)
- Космос: 1999 (1976–1977)
- Новые Мстители (1977)

## Награды и номинации
Майкл Д. Форд номинировался на премию «Оскар» четыре раза, (все в категории «Лучшая работа художника-постановщика»), и выиграл две из них; за «Искателей утраченного ковчега» в 1982 году (вместе с Норманом Рейнольдсом и Лесли Дилли) и «Титаник» в 1998 году (вместе с Питером Ламонтом).
Форд также номинировался на «Оскар» ещё два раза:
- 1981 год — за «Империю наносит ответный удар[b]», вместе с Норманом Рейнольдсом, Лесли Дилли, Гарри Ланжем и Аланом Томкинсом, проиграл Пьеру Гюффруа и Джеку Стивенсу за «Тэсс»[14].
- 1984 год — за «Возвращение джедая[c]», вместе с Рейнольдсом, Фредом Хоулом и Джеймсом Шоппе, проиграл Анне Асп за «Фанни и Александра»[15].

## Заметки
1. 1 2 3 4 5 6  Позже названные как «Индиана Джонс: В поисках утраченного ковчега»
2. 1 2 3  Позже названные как «Звёздные войны. Эпизод V: Империя наносит ответный удар»
3. 1 2 3  Позже названные как «Звёздные войны. Эпизод VI: Возвращение джедая»